# Hamilton Nogueira
Hamilton de Lacerda Nogueira (Campos dos Goytacazes, 14 de janeiro de 1897 – Rio de janeiro, 6 de maio de 1981) foi um político brasileiro.
Filho de Antônio José da Costa Nogueira e de Maria Elisa Lacerda Nogueira. Casou com Maria Manuela Abreu Nogueira, com quem teve sete filhos.
Foi senador pelo Rio de Janeiro, na época Distrito Federal, nas eleições distritais no Distrito Federal em 1945.